# 弗罗茨瓦夫总教区博物馆

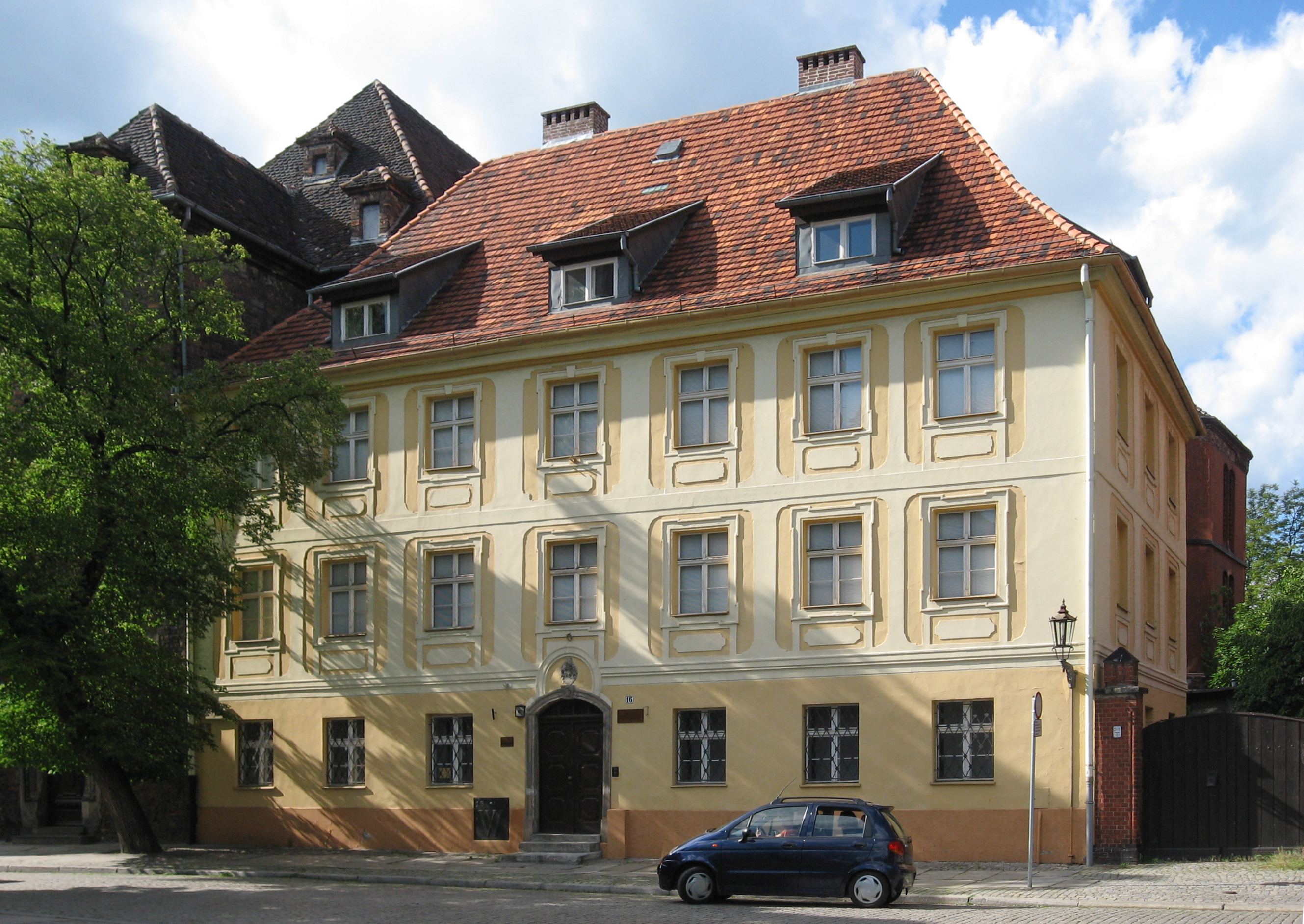

弗罗茨瓦夫总教区博物馆（波兰语：Muzeum Archidiecezjalne we Wrocławiu）是波兰最大的教区博物馆之一，成立于1898年，位于弗罗茨瓦夫主教座堂广场（Plac Katedralny）16号。博物馆收藏大量稀有的古代和哥特时期的宗教艺术品，尤其是来自西里西亚皮雅斯特王朝时期。

## 历史
1810年，普鲁士当局推行世俗化，关闭了下西里西亚的大部分修道院， 并且由于19 世纪末重建教堂流行新的时尚，许多宝贵的宗教艺术品都被送到阁楼和地下室，很多被烧毁。为了防止这种破坏，天主教弗罗茨瓦夫总教区于1896 年发布命令，对西里西亚地区的所有具有艺术或历史价值的物品进行登记和保护，将它们聚集在弗罗茨瓦夫。神父约瑟夫·容尼茨博士（Josef Jungnitz）是一位经验丰富的西里西亚历史研究专家，他在弗罗茨瓦夫教区的档案和图书馆大楼中安排了合适的房间，存放他选择的历史物品 - 因此他成为了弗罗茨瓦夫总教区博物馆的第一任馆长。
1903年，在收集到足够数量的展品后，在这里举办了第一次展览，向弗罗茨瓦夫的公众开放。格奥尔格·科普枢机主教指定了图书馆一楼一个1520年的哥特式房间，和1898年的档案和图书馆大楼的一些新哥特式房间，作为新博物馆的临时所在地。

## 收藏

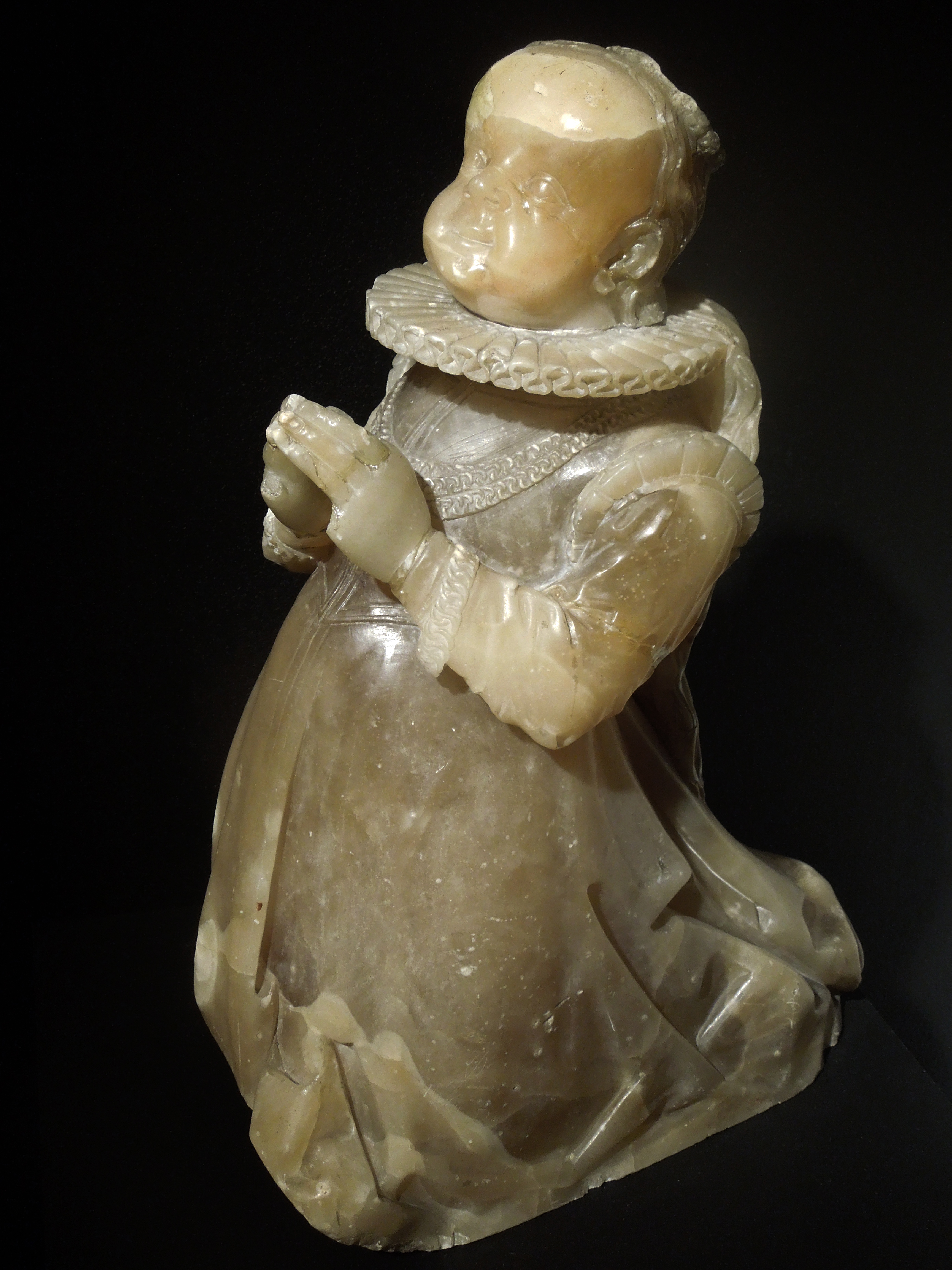

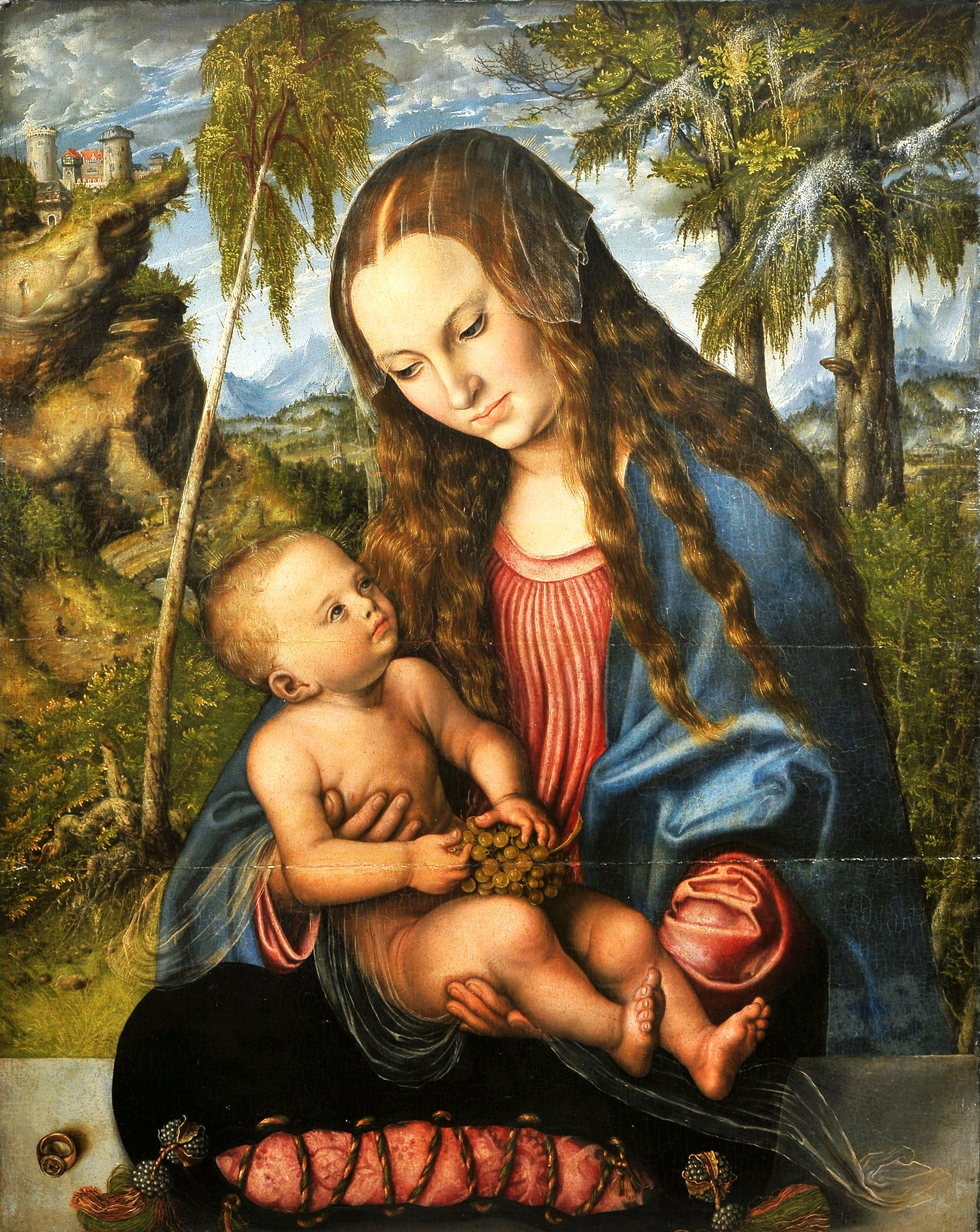
《冷杉树下的圣母》，老卢卡斯·克拉纳赫

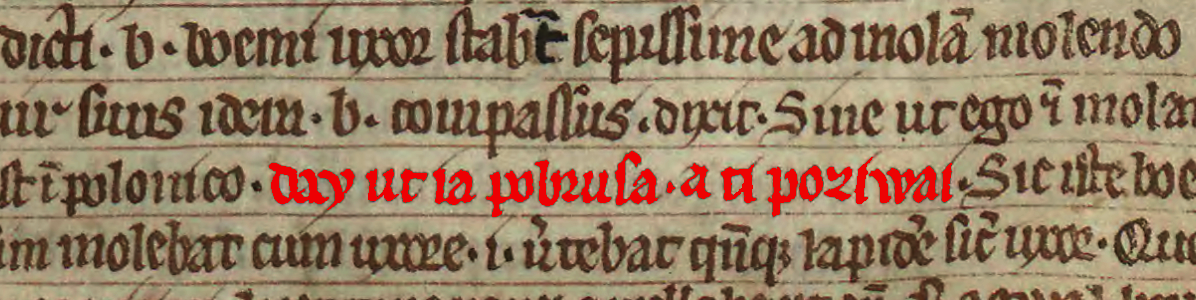

- 《冷杉树下的圣母》（Madonna pod jodłami），老卢卡斯·克拉纳赫，1510年